# من تو را دوست دارم، بابا
من تو را دوست دارم، بابا (به انگلیسی: I Love You, Daddy) فیلمی محصول سال ۲۰۱۷ و به کارگردانی لوئی سی.کی. است. در این فیلم بازیگرانی همچون لوئی سی.کی.، کلویی گریس مورتس، پاملا ادلون، جان مالکوویچ، رز بیرن، چارلی دی، ادی فالکو، هلن هانت و آلبرت بروکس ایفای نقش کرده‌اند.